# VM i ishockey 1966
VM i ishockey 1966 var det 33. VM i ishockey, arrangeret af IIHF. For de europæiske hold gjaldt det samtidig som det 44. EM i ishockey, og turneringen blev spillet 3. – 13. marts 1966 i Jugoslavien. Det var første gang, at Jugoslavien var værtsland for ishockey-VM. A-VM blev spillet i Ljubljana, B-VM i Zagreb, mens Jesenice var værtsby for C-VM.
Der var tilmeldt 20 hold til mesterskabet. De otte bedste hold spillede om A-VM, mens de næste otte hold spillede om B-VM. De sidste fire hold spillede C-VM sammen med et jugoslavisk B-hold, der egentlig deltog uden for konkurrence.
Ved B-VM 1965 deltog kun syv hold, hvilket betød at der til dette års B-VM var en ledig plads at besætte. Tre hold spillede om den ledige plads – Rumænien, der året før havde meldt afbud til B-VM med kort varsel, samt Frankrig og Italien, der året før var blevet slået ud i kvalifikationen til B-VM. De to "nye" hold, Danmark og Sydafrika, blev placeret i C-VM.
Sovjetunionen blev en overlegen verdens- og europamester med seks sejre og én uafgjort. Det var holdets sjette VM-titel og niende EM-titel. Sovjet havde overraskende sat point til ved at spille uafgjort mod Sverige, men i den afgørende kamp mod Tjekkoslovakiet vandt det sovjetiske hold med klare 7-1. Sølvmedaljerne gik til Tjekkoslovakiet, mens Canada måtte tage til takke med bronzen.
DDR leverede et af mesterskabets store overraskelser ved at slå Sverige 4-1 i en kamp, hvor østtyskerne målmand Peter Kolbe (med tilnavnet "Den hvide maske") præsterede ikke mindre end 73 redninger på svenskernes 74 skud.
| A-VM 1966 | A-VM 1966       |
| --------- | --------------- |
| Guld      | Sovjetunionen   |
| Sølv      | Tjekkoslovakiet |
| Bronze    | Canada          |
| 4.        | Sverige         |
| 5.        | DDR             |
| 6.        | USA             |
| 7.        | Finland         |
| 8.        | Polen           |

| B-VM 1966 | B-VM 1966      |
| --------- | -------------- |
| 9.        | Vesttyskland   |
| 10.       | Rumænien       |
| 11.       | Jugoslavien    |
| 12.       | Norge          |
| 13.       | Østrig         |
| 14.       | Schweiz        |
| 15.       | Ungarn         |
| 16.       | Storbritannien |

| C-VM 1966 | C-VM 1966 |
| --------- | --------- |
| 17.       | Italien   |
| 18.       | Danmark   |
| 19.       | Sydafrika |
| 20.       | Frankrig  |

## A-VM
| Dato | Kamp                      | Res. | Perioder      |
| ---- | ------------------------- | ---- | ------------- |
| 3.3. | Sovjetunionen - Polen     | 8-1  | 4-0, 1-1, 3-0 |
| 3.3. | Tjekkoslovakiet - DDR     | 6-0  | 1-0, 2-0, 3-0 |
| 3.3. | Sverige - Finland         | 5-1  | 1-0, 2-1, 2-0 |
| 3.3. | Canada - USA              | 7-2  | 3-1, 1-1, 3-0 |
| 5.3. | Canada - Polen            | 6-0  | 4-0, 1-0, 1-0 |
| 5.3. | Tjekkoslovakiet - Finland | 8-1  | 1-0, 3-0, 4-1 |
| 5.3. | DDR - Sverige             | 4-1  | 0-0, 2-0, 2-1 |
| 5.3. | Sovjetunionen - USA       | 11-0 | 2-0, 6-0, 3-0 |
| 6.3. | Tjekkoslovakiet - Polen   | 6-1  | 3-0, 1-0, 2-1 |
| 6.3. | Canada - Finland          | 9-1  | 2-0, 3-1, 4-0 |
| 6.3. | Sverige - USA             | 6-1  | 2-0, 1-0, 3-1 |
| 6.3. | Sovjetunionen - DDR       | 10-0 | 1-0, 4-0, 5-0 |
| 8.3. | Sverige - Polen           | 8-2  | 5-0, 2-2, 1-0 |
| 8.3. | Sovjetunionen - Finland   | 13-2 | 5-1, 4-1, 4-0 |

| Dato  | Kamp                            | Res. | Perioder      |
| ----- | ------------------------------- | ---- | ------------- |
| 8.3.  | Tjekkoslovakiet - USA           | 7-4  | 1-3, 5-0, 1-1 |
| 8.3.  | Canada - DDR                    | 6-0  | 2-0, 1-0, 3-0 |
| 9.3.  | DDR - Polen                     | 4-0  | 2-0, 0-0, 2-0 |
| 9.3.  | Finland - USA                   | 4-1  | 0-0, 3-1, 1-0 |
| 10.3. | Tjekkoslovakiet - Canada        | 2-1  | 1-0, 0-0, 1-1 |
| 10.3. | Sovjetunionen - Sverige         | 3-3  | 0-0, 2-2, 1-1 |
| 11.3. | Finland - Polen                 | 6-3  | 1-0, 3-1, 2-2 |
| 11.3. | USA - DDR                       | 4-0  | 2-0, 0-0, 2-0 |
| 11.3. | Tjekkoslovakiet - Sverige       | 2-1  | 0-1, 1-0, 1-0 |
| 11.3. | Sovjetunionen - Canada          | 3-0  | 1-0, 0-0, 2-0 |
| 12.3. | USA - Polen                     | 6-4  | 2-0, 3-1, 1-3 |
| 12.3. | DDR - Finland                   | 4-3  | 2-3, 1-0, 1-0 |
| 13.3. | Canada - Sverige                | 4-2  | 0-1, 3-0, 1-1 |
| 13.3. | Sovjetunionen - Tjekkoslovakiet | 7-1  | 4-0, 2-1, 1-0 |

| A-VM 1966 | A-VM 1966       | Kampe | Vund. | Uafgj. | Tabte | Mål   | Point |
| --------- | --------------- | ----- | ----- | ------ | ----- | ----- | ----- |
| Guld      | Sovjetunionen   | 7     | 6     | 1      | 0     | 55-7  | 13    |
| Sølv      | Tjekkoslovakiet | 7     | 6     | 0      | 1     | 32-15 | 12    |
| Bronze    | Canada          | 7     | 5     | 0      | 2     | 33-10 | 10    |
| 4.        | Sverige         | 7     | 3     | 1      | 3     | 26-17 | 7     |
| 5.        | DDR             | 7     | 3     | 0      | 4     | 12-30 | 6     |
| 6.        | USA             | 7     | 2     | 0      | 5     | 18-39 | 4     |
| 7.        | Finland         | 7     | 2     | 0      | 5     | 18-43 | 3     |
| 8.        | Polen           | 7     | 0     | 0      | 7     | 11-44 | 0     |
Polen endte sidst blandt de otte hold, og rykkede dermed ned i B-gruppen til VM 1967, hvor de i A-gruppen blev erstattet af Vesttyskland, der rykkede op som vinder af B-VM.

### EM
Hidtil var der blevet uddelt EM-medaljer til de tre bedst placerede europæiske hold ved VM, men ved dette mesterskab er der flere version af, hvordan EM-placeringerne blev udregnet. Den hidtidige praksis gav slutstilling A, men hvis man kun medregnede kampe mellem europæiske nationer – en regel der egentlig først blev indført i 1969 – fik man et andet resultat, nemlig slutstilling B. Striden står altså om bronzemedaljerne gik til Sverige eller DDR. Siden 1999 har slutstilling B været betragtet som den korrekte, og derfor regnes DDR som EM-bronzemedaljevinder 1966, på trods af at holdet kun endte som fjerdebedste europæiske nation ved VM.
| EM 1966 | EM 1966         |
| ------- | --------------- |
| Guld    | Sovjetunionen   |
| Sølv    | Tjekkoslovakiet |
| Bronze  | Sverige         |
| 4.      | DDR             |
| 5.      | Finland         |
| 6.      | Polen           |

| EM 1966 | EM 1966         | Kampe | Vund. | Uafgj. | Tabte | Mål   | Point |
| ------- | --------------- | ----- | ----- | ------ | ----- | ----- | ----- |
| Guld    | Sovjetunionen   | 5     | 4     | 1      | 0     | 41-7  | 9     |
| Sølv    | Tjekkoslovakiet | 5     | 4     | 0      | 1     | 23-10 | 8     |
| Bronze  | DDR             | 5     | 3     | 0      | 2     | 12-20 | 6     |
| 4.      | Sverige         | 5     | 2     | 1      | 2     | 17-10 | 5     |
| 5.      | Finland         | 5     | 1     | 0      | 4     | 13-33 | 2     |
| 6.      | Polen           | 5     | 0     | 0      | 5     | 7-32  | 0     |

## Kvalifikation til B-VM
Tre hold spillede kvalifikation om én plads ved B-VM. Turneringen blev spillet i Bukarest, Rumænien i december 1965.
| Dato   | Kamp                | Res. | Perioder      |
| ------ | ------------------- | ---- | ------------- |
| 10.12. | Rumænien - Frankrig | 11-3 | 4-1, 4-1, 3-1 |
| 11.12. | Italien - Frankrig  | 10-2 | 4-0, 4-0, 2-2 |
| 12.12. | Rumænien - Italien  | 6-2  | 0-0, 3-1, 3-1 |

| Kval. til B-VM 1966 | Kampe | Mål  | Point |
| ------------------- | ----- | ---- | ----- |
| Rumænien            | 2     | 17-5 | 4     |
| Italien             | 2     | 12-8 | 2     |
| Frankrig            | 2     | 5-21 | 0     |

Dermed kvalificerede Rumænien sig til B-VM, mens Italien og Frankrig endnu en gang måtte tage til takke med at spille C-VM.

## B-VM
| Dato | Kamp                       | Res. | Perioder      |
| ---- | -------------------------- | ---- | ------------- |
| 3.3. | Norge - Storbritannien     | 12-2 | 3-1, 3-1, 6-0 |
| 3.3. | Rumænien - Schweiz         | 4-3  | 0-1, 3-2, 1-0 |
| 3.3. | Vesttyskland - Østrig      | 6-3  | 1-0, 2-1, 2-0 |
| 3.3. | Jugoslavien - Ungarn       | 6-4  | 1-2, 3-0, 2-2 |
| 4.3. | Vesttyskland - Rumænien    | 4-1  | 0-1, 2-0, 2-0 |
| 4.3. | Schweiz - Storbritannien   | 6-3  | 0-3, 1-0, 5-0 |
| 4.3. | Østrig - Ungarn            | 7-2  | 0-0, 4-1, 3-1 |
| 4.3. | Jugoslavien - Norge        | 2-1  | 0-0, 1-0, 1-1 |
| 6.3. | Rumænien - Norge           | 4-0  | 1-0, 1-0, 2-0 |
| 6.3. | Ungarn - Storbritannien    | 8-1  | 3-0, 2-0, 3-1 |
| 6.3. | Østrig - Schweiz           | 7-6  | 1-3, 3-0, 3-3 |
| 6.3. | Vesttyskland - Jugoslavien | 6-2  | 1-0, 4-0, 5-0 |
| 7.3. | Norge - Østrig             | 4-3  | 0-1, 0-2, 4-0 |
| 7.3. | Rumænien - Ungarn          | 4-2  | 2-1, 2-0, 0-1 |

| Dato  | Kamp                          | Res. | Perioder      |
| ----- | ----------------------------- | ---- | ------------- |
| 7.3.  | Vesttyskland - Storbritannien | 10-4 | 1-0, 6-2, 3-2 |
| 7.3.  | Jugoslavien - Schweiz         | 3-2  | 0-2, 2-0, 1-0 |
| 9.3.  | Rumænien - Østrig             | 7-1  | 2-0, 2-0, 3-1 |
| 9.3.  | Vesttyskland - Schweiz        | 4-0  | 0-0, 0-0, 4-0 |
| 9.3.  | Norge - Ungarn                | 5-2  | 0-2, 1-0, 4-0 |
| 9.3.  | Jugoslavien - Storbritannien  | 3-3  | 3-2, 0-1, 0-0 |
| 10.3. | Norge - Schweiz               | 4-1  | 2-0, 1-1, 1-0 |
| 10.3. | Vesttyskland - Ungarn         | 1-0  | 0-0, 0-0, 1-0 |
| 11.3. | Østrig - Storbritannien       | 2-1  | 2-1, 0-0, 0-0 |
| 11.3. | Jugoslavien - Rumænien        | 5-5  | 1-2, 2-3, 2-0 |
| 12.3. | Vesttyskland - Norge          | 3-2  | 2-0, 3-1, 1-3 |
| 12.3. | Schweiz - Ungarn              | 6-1  | 3-1, 2-0, 1-0 |
| 12.3. | Rumænien - Storbritannien     | 4-1  | 1-1, 3-0, 0-0 |
| 12.3. | Jugoslavien - Østrig          | 4-2  | 1-0, 2-1, 1-1 |

| B-VM 1966 | B-VM 1966      | Kampe | Vund. | Uafgj. | Tabte | Mål   | Point |
| --------- | -------------- | ----- | ----- | ------ | ----- | ----- | ----- |
| 1.        | Vesttyskland   | 7     | 7     | 0      | 0     | 34-12 | 14    |
| 2.        | Rumænien       | 7     | 5     | 1      | 1     | 29-16 | 11    |
| 3.        | Jugoslavien    | 7     | 4     | 2      | 1     | 25-23 | 10    |
| 4.        | Norge          | 7     | 4     | 0      | 3     | 28-17 | 8     |
| 5.        | Østrig         | 7     | 3     | 0      | 4     | 25-30 | 6     |
| 6.        | Schweiz        | 7     | 2     | 0      | 5     | 24-26 | 4     |
| 7.        | Ungarn         | 7     | 1     | 0      | 6     | 19-30 | 2     |
| 8.        | Storbritannien | 7     | 0     | 1      | 6     | 15-45 | 1     |
Som vinder af B-VM kvalificerede Vesttyskland sig til A-VM 1967, og de blev erstattet i B-gruppen af Polen, der rykkede ned fra A-gruppen. Storbritannien, der endte sidst i B-VM, rykkede ned i C-VM og blev erstattet af vinderen af C-VM, Italien.

## C-VM
C-verdensmesterskabet blev spillet i Jesenice, Jugoslavien. Fire nationer og et jugoslavisk B-hold var tilmeldt, men Frankrig meldte afbud, så turneringen blev gennemført med kun fire hold. De tre egentlige landshold mødte hinanden to gange hver, og de spillede hver én opvisningskamp mod Jugoslavien B uden for konkurrence.
| Dato | Kamp                    | Res. | Perioder      |
| ---- | ----------------------- | ---- | ------------- |
| 3.3. | Italien - Sydafrika     | 17-0 | 5-0, 8-0, 4-0 |
| 4.3. | Danmark - Sydafrika     | 9-0  | 1-0, 3-0, 5-0 |
| 5.3. | Jugoslavien B - Danmark | 5-5  | ?             |
| 6.3. | Italien - Sydafrika     | 18-2 | 7-1, 6-1, 5-0 |
| 7.3. | Italien - Danmark       | 12-5 | 1-0, 3-2, 8-3 |

| Dato  | Kamp                      | Res. | Perioder      |
| ----- | ------------------------- | ---- | ------------- |
| 8.3.  | Italien - Danmark         | 7-1  | 3-1, 3-0, 1-0 |
| 10.3. | Jugoslavien B - Sydafrika | 4-1  | ?             |
| 11.3. | Danmark - Sydafrika       | 6-2  | 1-1, 0-1, 5-0 |
| 12.3. | Italien - Jugoslavien B   | 7-2  | 2-0, 2-2, 3-0 |

| C-VM 1966 | C-VM 1966     | Kampe                       | Vund.                       | Uafgj.                      | Tabte                       | Mål                         | Point                       |
| --------- | ------------- | --------------------------- | --------------------------- | --------------------------- | --------------------------- | --------------------------- | --------------------------- |
| 1.        | Italien       | 4                           | 4                           | 0                           | 0                           | 54-8                        | 8                           |
| 2.        | Danmark       | 4                           | 2                           | 0                           | 2                           | 21-21                       | 4                           |
| 3.        | Sydafrika     | 4                           | 0                           | 0                           | 4                           | 4-50                        | 0                           |
| 4.        | Frankrig      | Meldte afbud                | Meldte afbud                | Meldte afbud                | Meldte afbud                | Meldte afbud                | Meldte afbud                |
| *         | Jugoslavien B | Deltog uden for konkurrence | Deltog uden for konkurrence | Deltog uden for konkurrence | Deltog uden for konkurrence | Deltog uden for konkurrence | Deltog uden for konkurrence |
Som C-verdensmester rykkede Italien op i B-gruppen til VM 1967. De blev erstattet af Storbritannien, der rykkede ned fra B-VM.